# N554 (België)
De N554 is een korte gewestweg in België tussen Ville-Pommerœul (N552) en Bruyère (N50). De weg heeft een lengte van ongeveer 3 kilometer.
De gehele weg bestaat uit twee rijstroken voor beide rijrichtingen samen.